# Hoyer VI. von Mansfeld

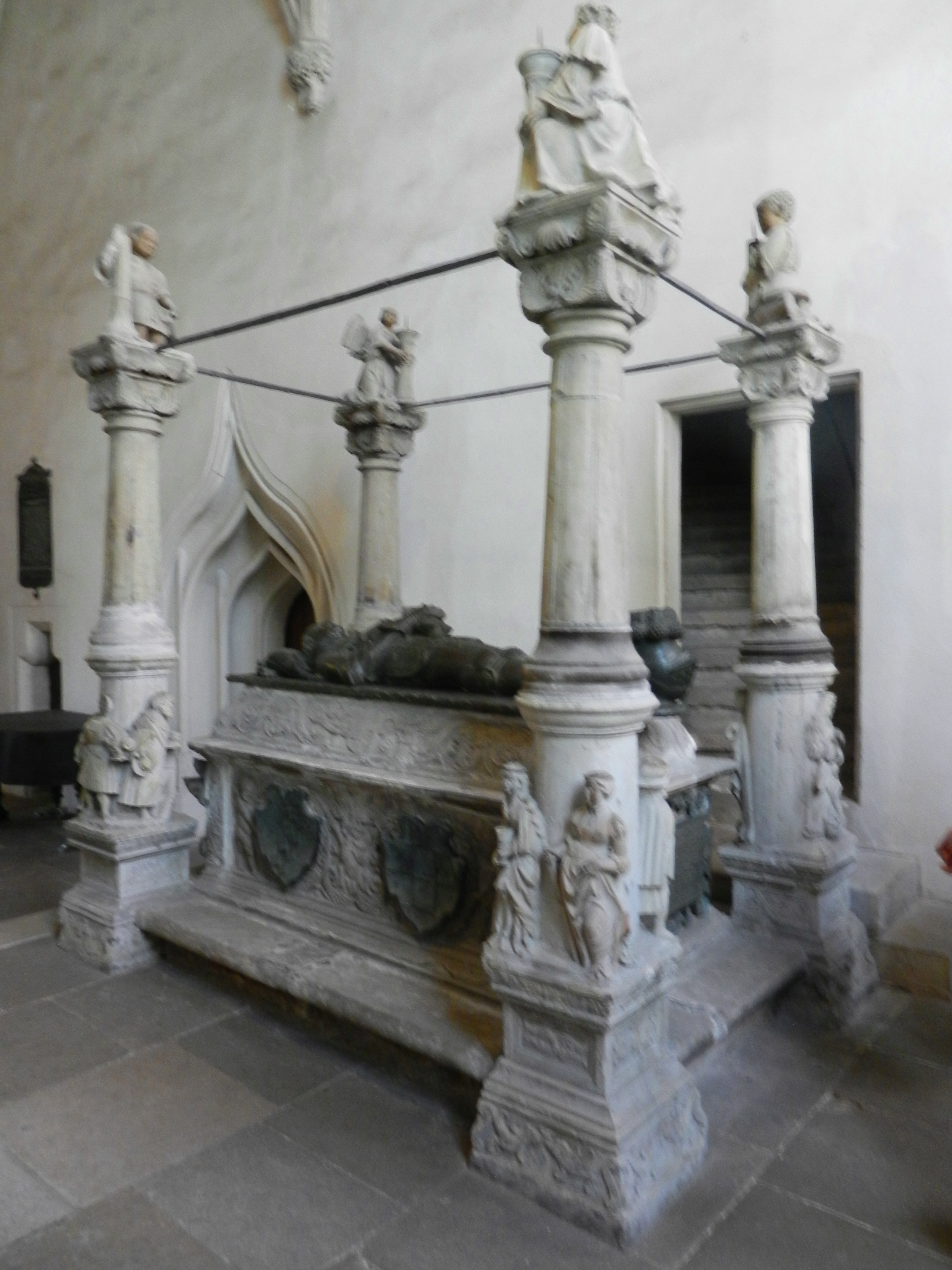
Grabtumba von Hoyer VI. in der Andreaskirche in Eisleben

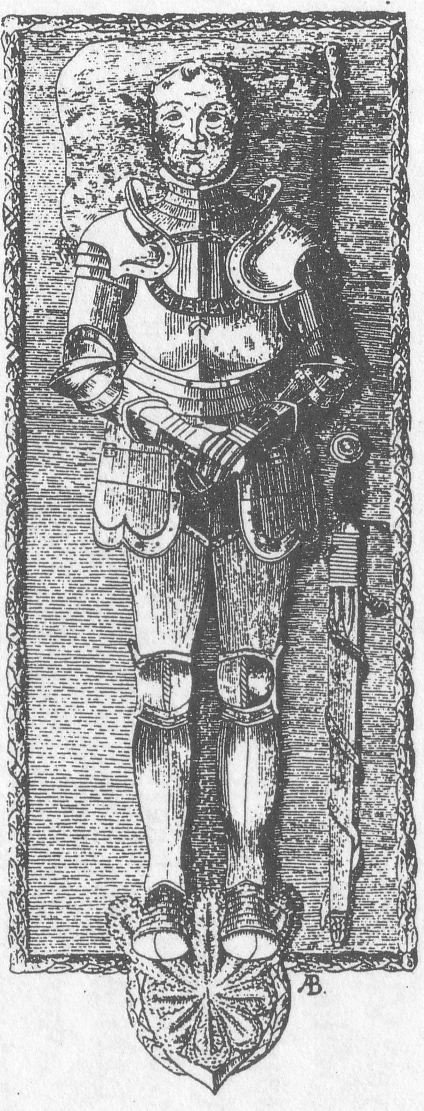
Liegefigur von oben (Zeichnung 1885)

Hoyer (VI.) von Mansfeld (* 1484; † 9. Januar 1540) war Graf von Mansfeld, Ritter vom Goldenen Vlies und Teil der Vorderortlinie des gleichnamigen Adelsgeschlechts. Neben ihm gehörten auch die beiden jüngeren Söhne seines Vaters Albrecht V. von Mansfeld († 3. Dezember 1484) dieser Linie an: Günther IV. († 1526) und Ernst II. († 1531 oder 1532)

## Leben
Unter Hoyer wurde von 1509 bis 1518 Schloss Mansfeld um Schloss Vorderort erweitert sowie die Schlosskirche um ein Sakramentshaus, das aus Holz geschnitzt wurde. Zudem war er der Schutzherr des Klosters Helfta.
Hoyer besuchte den Reichstag zu Augsburg im Jahr 1500, den Reichstag zu Köln 1505 und war bei den Reichsabschieden in Konstanz 1507 (siehe Reichstag-Tagungsorte) der erste Unterzeichner für Mansfeld.
Unter Kaiser Maximilian I. zog er 1508 gegen Venedig und verhandelte 1510 als Diplomat in dessen Namen mit dem Schwäbischen Bund, als dieser in die Revolte in Erfurt eingreifen wollte. 1512 führte er bereits den Titel Rat und oberster Stabelmeister. Er erwarb für alle Grafen von Mansfeld das Rotwachsprivileg, das Recht, mit rotem Wachs zu siegeln, und sich auch von der Reichskanzlei Wohlgeboren nennen zu lassen. Von Seiten des Erzbischofs war dies bereits seit 1440, von Sachsen aus seit 1442 praktiziert worden. Gleichzeitig versprach Maximilian für die Mansfelder den Schutz als Reichsgrafen. Während eines Aufenthalts bei Maximilian in Augsburg ab Herbst 1518 erteilte ihm dieser ein Recht auf Berufungsverhandlungen von Gerichtsurteilen vor dem Kaiser und dem Reichskammergericht sowie die exklusive Lizenz zum Bergbau auf dem mansfeldischen Territorium, ohne dass dies jemand besteuern durfte.
Hoyer begleitete 1515 den Kaiser nach Wien zu dessen Treffen mit den Königen Vladislav II. (Böhmen und Ungarn) und Sigismund I. (Polen). Von 1517 bis 1518 führte ihn ein Auftrag zum damaligen spanischen König Karl V. in die Niederlande und nach Spanien. Karl hatte ihn bereits im Jahr 1516 auf dem Ordenskapitel in Brüssel zum Ritter vom Goldenen Vlies gemacht. Als Karl 1520 in Aachen als Maximilians Nachfolger zum Kaiser gekrönt wurde, stand Hoyer in seinen Diensten. Auf dem Reichstag zu Worms im Jahr 1521 und dem Landtag 1525 zeigte sich Hoyer ebenso wie 1530 auf dem zu Augsburg, den er als verordneter kaiserlicher Rat besuchte. 1534 wurde er zum sächsischen Rat auf Lebenszeit. Konzentrierte sich Karl auf die Außenpolitik, erhielt Hoyer seine Aufträge von dessen Bruder Ferdinand, dem späteren Kaiser. Als Feldherr unter Karl ging Hoyer während der Türkenkriege nach Wien und Ungarn. Zum Preis von 500 Gulden pro Jahr war Hoyer auch als Feldhauptmann für den Erzbischof tätig.
Auch unter Karl gelang es Hoyer, mehrere Schutzbriefe zu erwirken, mit denen er sich gegen die Wettiner und ihre weltlichen Interessen an der Grafschaft durchsetzen konnte. Die Mansfelder erhielten zu Hoyers Lebzeiten noch weitere Marktrechte und Gunstbriefe.
Nach dem Tod des kinderlosen und unverheirateten Hoyer war die Stütze dieses privilegierten Standes allerdings verschwunden. Er wurde in der Andreaskirche zu Eisleben bestattet, die von beiden Konfessionen genutzt wurde. Auf seiner Tumba befindet sich ein Bronzeportrait des Grafen, das bereits 1541 von Hans Schlegel geschaffen wurde.
Hoyer setzte sich, im Gegensatz zu seinem Vetter Albrecht VII. von Mansfeld, stark für die römisch-katholische Kirche und gegen die Reformation ein. Kurz nach seinem Tod wurde sie allerdings in der Grafschaft eingeführt, und seine Nachfolger bekannten sich dazu.

## Auszeichnungen
Hoyer wurde unter den beiden Kaisern über zwanzig Mal durch Verleihungen und Bestätigungen belohnt.